# Telegram bokförlag
Telegram Bokförlag är ett svenskt bokförlag som i juni 2009 köpte bokverksamheten i Schibsted förlagen (Schibsted och Svenska Förlaget). Telegram köptes av Storytel 2017, några år efter att de hade lagt ned all nyutgivning.